# Idrato
L'idrato, in chimica inorganica e chimica organica, è una sostanza contenente acqua. Lo stato chimico dell'acqua varia ampiamente tra gli idrati, alcuni dei quali vennero così etichettati ancor prima che la loro struttura chimica venisse compresa. 
Con il termine idrato, in passato, si indicavano spesso gli idrossidi, particolarmente degli elementi alcalini e alcalino terrosi, ad esempio l'idrato di potassio, ottenibili chimicamente per aggiunta di acqua al metallo, e inducendo nella nomenclatura una certa confusione. In termini colloquiali l'uso permane tuttora.

## Natura chimica degli idrati

### Chimica organica
Nella chimica organica, un idrato è un composto formato addizionando acqua o suoi elementi ad altra molecola. Per esempio, l'etanolo, CH3–CH2–OH, può essere considerato un idrato di etilene, CH2=CH2, formato aggiungendo H a un C e OH a un altro C.  Una molecola di acqua può essere eliminata, per esempio dall'azione dell'acido solforico. Un altro esempio è l'idrato di cloralio, CCl3–CH(OH)2, che può essere formato tramite la reazione di acqua con cloralio, CCl3–CH=O.
Delle molecole sono state classificate come idrati per ragioni storiche. Il glucosio, C6H12O6, era originariamente pensato come C6(H2O)6 e descritto come un carboidrato, ma questo è una scadente descrizione della sua struttura così come è nota oggi. Il metanolo viene spesso passato come “metil idrato”, scritto in modo scorretto come CH2OH2, sebbene la formula corretta sia CH3–OH.

### Chimica inorganica

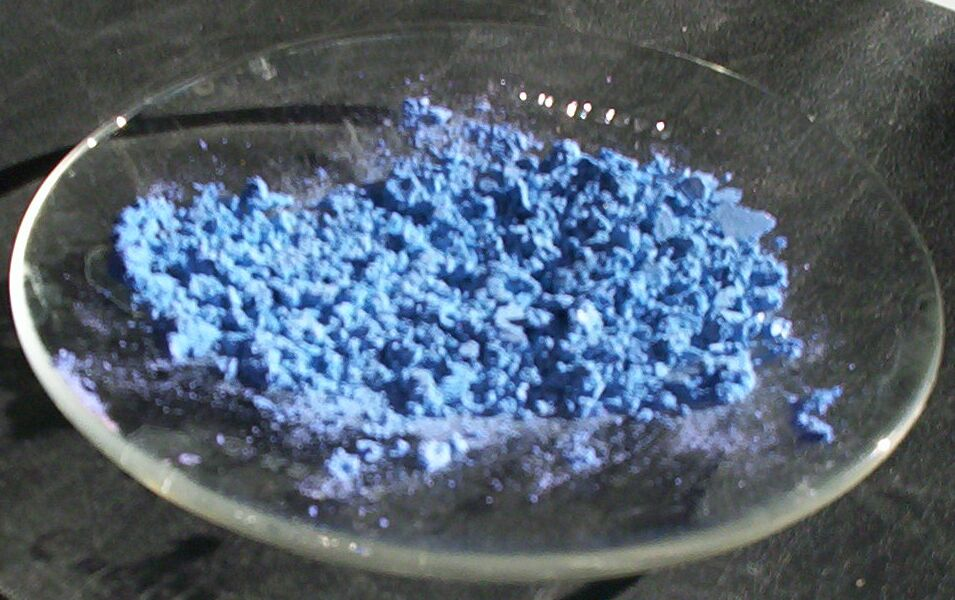
Cloruro di cobalto(II) anidro CoCl_{2}

Gli idrati sono sali inorganici "che contengono molecole d'acqua combinate in un rapporto definito come una parte integrante del cristallo" che sono confinati a un nucleo metallico o che hanno cristallizzato con il composto metallico. Si dice che tali idrati contengano acqua di cristallizzazione o acqua di idratazione.  Se l'acqua è acqua pesante, dove l'idrogeno coinvolto è l'isotopo di deuterio, allora può essere utilizzato il termine deuterato al posto di idrato.
Un esempio clorito è il cloruro di cobalto(II), che vira dal blu al magenta (rosso) nell'idratazione, e può dunque essere utilizzato come un indicatore di acqua.

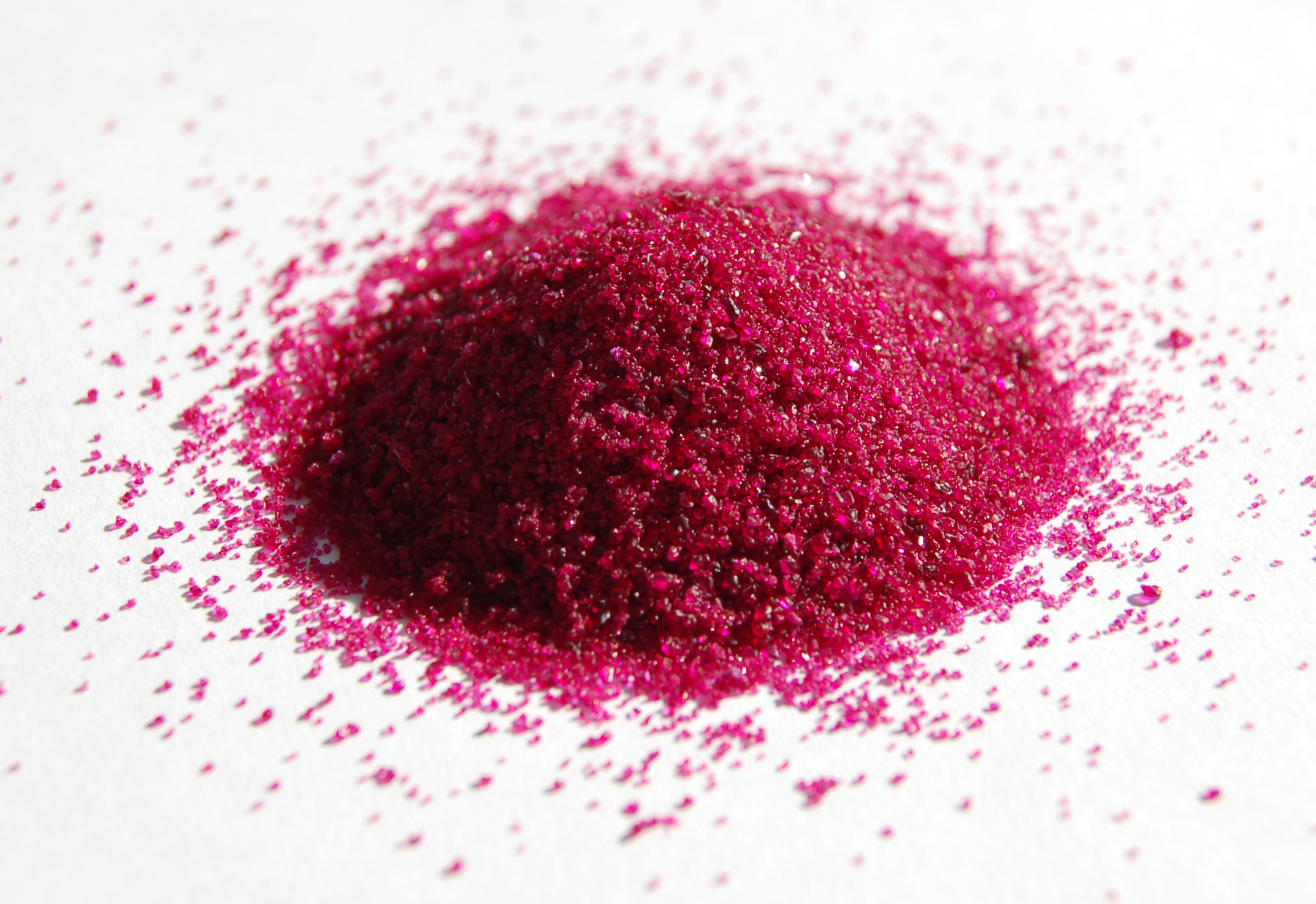
Esaidrato di cloruro di Cobalto(II) Co(H_{2}O)_{6}Cl_{2}

L'annotazione di composto idratato, nH2O, dove n è il numero di molecole d'acqua del sale, viene comunemente usato per dimostrare che un sale è idratato.  La n è di solito un intero (basso), sebbene siano possibili valori frazionari. In un monoidrato n è 1, in un esaidrato n è 6 ecc.  Perciò l'acqua viene riferita come acqua di cristallizzazione. Esempi sono il decaidrato di borace e di calcantite. 
I gas idrati sono clatrati idrati (una classe di idrati solidi di gas): ghiaccio di acqua con molecole di gas intrappolate all'interno. Quando il gas è il metano viene chiamato idrato di metano.
Un idrato che ha perso l'acqua viene riferito come anidride, e può in genere perdere ulteriore acqua solo tramite un forte riscaldamento. Una sostanza che non contiene affatto acqua viene riferita come anidra.

### Stabilità
La stabilità degli idrati è in genere determinata dalla natura dei composti, dalla loro temperatura, e dall'umidità relativa (se esposti all'aria).

## Applicazioni degli idrati

### Costruzione
Generalmente, nelle costruzioni e in materiali refrattari, i leganti inorganici sono spesso privati di acqua durante la lavorazione. Per esempio, sia nei prodotti di cemento che in quelli di gesso, il calore viene applicato ai materiali crudi. Una volta che l'acqua viene aggiunta sul sito dove si costruisce, la polvere viene così reidratata ed è capace di formare legami con altre sostanze presenti. Dunque si va dalla polvere all'impasto che formerà un "blocco di cemento". L'acqua che non è chimicamente un legante, o convertita in idrati, può liberarsi ancora come vapore, specialmente a causa del calore di idratazione, in particolare nei prodotti in cemento, i quali subiscono una reazione chimica esotermica con l'acqua.
In genere, più a lungo si tengono i prodotti cementizi allo stato umido subito dopo la messa in opera, meglio è. I prodotti cementizi più sono tenuti umidi, maggiore sarà l'acqua convertita in idrati, evitando così l'evaporazione a causa del calore di idratazione e di altre influenze ambientali. L'essiccamento prematuro causa molti problemi al calcestruzzo, come spaccature e restringimenti.

### Protezione passiva dal fuoco (PFP)[2]
Onde evitare l'essiccamento prematuro è importante per tutti gli altri prodotti cementizi edili, particolarmente gli ignifughi a spray e quelli a base di malte, dove le incrinature più lievi possono portare al rigetto. L'acqua legata chimicamente viene utilizzata per le reazioni endotermiche quando esposte al calore del fuoco. Le temperature del fuoco in una costruzione possono arrivare a 1100 °C, secondo il combustibile presente e la disponibilità di ossigeno, ma gli idrati mantengono la temperatura dell'oggetto intorno ai 100 °C fino a che tutta l'acqua sia spenta. Quindi, maggiori sono gli idrati, più lunga è la durata della resistenza al fuoco. Questo è ciò che conferisce caratteristiche resistenti al fuoco ai "vecchi" materiali edili, come gesso, calcestruzzo o intonaco.
La durata della resistenza al fuoco è importante per molti prodotti PFP high-tech come vernici endotermiche e intumescenti, materiali di rivestimento e tegole, come quelle utilizzate nella fisica spaziale per il rientro dei veicoli.